# Gontier de Soignies
Gontier de Soignies (Soignies, ... – ...; fl. XII-XIII secolo) è stato un trovatore francese, attivo dal 1180 circa al 1220.

## Biografia
Gontier nacque a Soignies nella regione dell'Hainaut nel Sacro romano impero. La sua vita è in gran parte sconosciuta, anche se nelle sue opere allude a dei viaggi in Francia e in Borgogna, sotto la protezione di Ottone I.
Una delle sue composizioni è menzionata in Le Roman de la rose ou de Guillaume de Dole di Jean Renart.

## Opere
A Gontier sono attribuite 34 canzoni d'amore, ognuna delle quali è preservata in diversi manoscritti, anche se in realtà soltanto 27 opere vengono considerate sue. La sua poesia è di stile lirico e rotrouenge.
Elenco dei brani principali 
- A la joie des oiseaus
- L'an ke li Dous chans retentist
- Au decine gent que raverdoie
- Biau m'est quant Voi verdir les chans
- Douce amours, ki m'atalente
- Doulerousement comence
- Merci, fino amore, minerali ai mestier
- El mois d'Este que li decine rassoage
- Quant oi el Bruel
- Quant oi tentir et bas et haut
- Quant li decine Torne una vegetazione
- Di Se li oisiel baisent lor chans
- Li si abbronza noveaus et la douçors
- Tant ai lun canto entrelaissié
- Chanter m'estuet de recomens